# Højsande og Holtemmen
Højsande er et fredet område i  Læsø Klitplantage i Læsøs store sandflugtslandskab med øde klitter i op til 24 m højde, hvilket er meget for denne flade ø.  Højsande ligger
på den nordlige halvdel af Læsø, der er den ældste del af øen, og den højest beliggende del, idet landhævningen her har været størst. 
I det 17. og 18. århundrede var dette område udsat for en ødelæggende sandflugt, som skabte de indlandsklitter, vi ser i dag. Som så mange andre steder med sandflugt var der menneskelige årsager til denne naturkatastrofe. På Læsø hang det sammen med øens langvarige og store produktion af sydesalt, hvortil der medgik enorme mængder af træ. Da træerne var borte, udnyttede man både lyngen og tørven til sydningen, og til sidst havde vinden og sandet frit spil. I slutningen af 1800-tallet begyndte man på en tilplantning af Højsande, og et par årtier senere anlagde staten Læsø Klitplantage. 
Højsande består af to store parabelklitter i forlængelse af hinanden. Dvs. to hesteskoformede klitsystemer med åbningen vendt mod den fremherskende vindretning, som er vest-sydvest. Foldgårdssøen ligger i den østligste parabelklits afblæsningsflade. Søens vandspejl bliver langsomt, men sikkert mindre for hvert år, som omdannelsen til tørvemose skrider frem.

## Holtemmen
I et bælte nærmere kysten strækker tørre hedesletter sig i hele klitplantagens bredde,  og går over i kærområdet  Holtemmen, et spændende kærområde med mange sjældne planter.
Ved Holtemmen afsluttes den stenede hedeslette af en markant skrænt ud mod kysten. Denne skrænt fortsætter østpå mod Horneks Odde. Neden for skrænten ligger Holtemmen, en strandvoldslagune, som efterhånden har udviklet sig til mose med langstrakte småsøer. Den er adskilt fra havet af et bælte med strandvolde og klitter. Foruden at være et smukt og meget specielt landskab, finder man her ved Holtemmen Læsøs bedste botaniske lokalitet, og   den kan opleves på en markeret vandrerute hele lagunen rundt.
Ud for Holtemmen går et sandrev flere kilometer nordpå mod Nordre Rønner.

## Plantelivet
Inden for fredningen finder man pga. den store landskabelige variation næsten alle plantesamfundene fra strand- og hvid klitvegetation, over den grå klit i Højsande til lynghede, lavhede og hedemose. Desuden er der et par søer samt de egentlige skovbiotoper. Der er med andre ord stof til en ordentlig moppedreng af en artsliste for den flittige botaniker.
På arealet mellem vandet og det indhegnede kær findes eksempler på  hvide klitter og magre strandoverdrev. Der er også pletter med tæt og frodig vækst af højtvoksende planter. Strandkvan og kærsvinemælk er nogle af de interessante arter, man kan eftersøge her.
Hvor den blå vandrerute går på tværs af lavningens længderetning, ser man nogle af de karakteristiske arter for hedekæret.  Det er bl.a. rundbladet soldug, pors, plettet gøgeurt, klokkelyng, smalbladet kæruld, benbræk og tranebær. Længere inde i lavningen finder man smukke plantesamfund bestående af bl.a. hvid næbfrø, liden soldug samt vibefedt hist og her. Vibefedt og de to soldug-arter er insektædende. Det er alle sammen planter, som er blevet sjældne i den danske natur.
Området øst for indhegningen gror til med birk og andre træer og buske. Det skyldes, at der her ikke bliver græsset i modsætning til inden for hegnet, hvor en flok "statsansatte" gallowaykvæg plejer naturen.

## Dyrelivet
Ved Foldgårdssøen yngler skovsneppe og gråsisken. Skovsneppen er, som navnet antyder, egentlig en vadefugl, som blot har valgt sig en helt anderledes biotop end sine slægtninge. I plantagen er det desuden mange steder muligt at høre natravnens underlige snurrende stemme i den lyse sommernat.
I Højsandes klitter kan man lede efter de små tragtformede fordybninger fra myreløven. Det er et insekt, hvis larve lever nedgravet i sandet og lever af de smådyr som glider ned i dens fangsttragt. Myreløven er ret almindelig i Højsande samt på andre sandede lokaliteter langs nordkysten.
Hugormen er almindelig i området og kan i øvrigt træffes på størstedelen af øen.
Ved kysten er der som de fleste steder på Læsø et varieret fugleliv. Her ses bl.a. skarv, strandskade, stor præstekrave, edderfugl, havterne og splitterne.
terne og splitterne .

## Kulturhistorie
I næsten hele det fredede område er der ikke nogen bebyggelse. Dog er der ved Horneks Odde to lave og primitive hytter, tækket med ålegræs. Det er de eneste to tilbageværende af 8-10 såkaldte hummerhytter fra perioden 1900-1950, som i dele af fiskesæsonen har været beboet af de stedlige fiskere. Når fiskeriet gik på, var der ikke tid til at komme hjem om aftenen. Ud for Horneks blev der fanget sorte hummere; desuden fiskede man efter stenbider og krabber. Hytterne var gravet ind i strandvolden og var meget nødtørftigt udstyret med et par køjer, et par siddepladser og en lille kakkelovn. Desuden er der på stedet et lille hus, kaldet stenhuset eller Hornekshuset, hvor man kan se en lille udstilling om områdets natur. Navnet Horneks er muligvis afledt af ”Ormenæs”, som skyldes, at man gravede sandorm her.
Ved Lilledal en km sydvest for Horneks Odde ligger en redningsstation, som var i brug fra 1891 til 1927. Den blev oprettet, fordi der var mange strandinger og forlis ud for Nordre Rønner. Den blev dog ret snart overhalet af den tekniske udvikling, idet man allerede i 1918 indførte motorredningsbåde, så man fra Vesterø Havn eller Østerby Havn hurtigt kunne nå frem til de forulykkede.

## Fredningen og dens pleje
Højsande-Holtemmen området blev fredet ved en deklarationsfredning i 1961, i alt 515 hektar. Disse arealer ejedes i forvejen af staten (landbrugsministeriet), hvorfor fredningen ikke gav anledning til erstatninger. Fredningen skal sikre, at der ikke sker ændringer i områdets anvendelse. Der er forbud mod bebyggelse, opdyrkning, afgræsning (dog undtaget Holtemmen), lyngslåning, dræning og en hel del mere.
Der sigtes med fredningen mod en udvikling hen mod naturlig skov. Det sker ved, at nåletræ (undtagen skovfyr og ene) skal fjernes mindst hvert 10. år. I Øster Foldgård, som er den østligste af de to parabelklitter, skal bevoksningen udvikle sig mod egentlig ”urskov” eller det, der i dag kaldes ”urørt skov”. Her bliver der hverken plantet, ryddet, fældet eller fjernet træer eller buske.
I hele området er der adgang til fods for almenheden.
Det fredede areal indgår i habitatområde og Natura 2000 -område nr. 10 Holtemmen, Højsande og Nordmarken.